# Пјанзоаве (Кунео)
Пјанзоаве је насеље у Италији у округу Кунео, региону Пијемонт.
Према процени из 2011. у насељу је живело 20 становника. Насеље се налази на надморској висини од 593 м.